# MTV Unplugged: Korn
MTV Unplugged: Korn je acoustické živě album od americké kapely Korn vydané celosvětově 5. března 2007 a následující den ve Spojených státech.
Vystoupení se odehrávalo ve studiu MTV v Times Square ve městě New York. Nejedná se však o první vystoupení, které skupina realizovala. Podobnou zkušenost mají Korn z pořadu Jimmy Kimmel Live! z roku 2006. Celá show byla 23. února přenášena online na MTV.com a 2. března vysílána v zemích po celém světě.
Na desce figuruje mnoho pozvaných hvězd jako The Cure a Amy Lee z Evanescence. Vystupující byli obklopeni publikem v přibližném počtu 50 lidí, přičemž jedním z nich byl Chester Bennington z Linkin Park.
MTV Unplugged: Korn se umístilo na 9. místě v Billboard 200 a v prvním týdnu se prodalo 17 000 kusů s přibližně 55% poklesem prodeje v následujícím týdnu. Z alba pochází jediný singl, Freak on a Leash.

## Seznam skladeb
1. Blind (z Korn) – 3:29
2. Hollow Life (z Untouchables) – 3:24
3. Freak on a Leash (feat. Amy Lee z Evanescence) – 3:55 Videoklip
4. Falling Away from Me (z Issues) – 3:55
5. Creep (Radiohead cover) – 3:51
6. Love Song (ze See You on the Other Side) – 3:50
7. Got the Life (z Follow the Leader) – 3:48
8. Twisted Transistor (ze See You on the Other Side) – 3:00
9. Coming Undone (ze See You on the Other Side) – 3:35
10. Make Me Bad/In Between Days (feat. The Cure) – 5:35
11. Throw Me Away (ze See You on the Other Side) – 6:20

### B-sides
- No One's There
- Thoughtless
- Dirty (MTV Virtual Hills leak)

## Hitparáda

### Album
| Rok  | Hitparáda              | Umístění |
| ---- | ---------------------- | -------- |
| 2007 | Billboard 200          | 9        |
| 2007 | Australian ARIA Charts | 45       |
| 2007 | Nový Zéland            | 11       |

### Singly
Billboard, Severní Amerika
| Rok  | Single                                       | Hitparáda              | Umístění |
| ---- | -------------------------------------------- | ---------------------- | -------- |
| 2007 | Freak on a Leash (ft. Amy Lee z Evanescence) | Hot 100                | 89       |
| 2007 | Freak on a Leash (ft. Amy Lee z Evanescence) | Pop 100                | 73       |
| 2007 | Freak on a Leash (ft. Amy Lee z Evanescence) | Modern Rock Tracks     | 29       |
| 2007 | Freak on a Leash (ft. Amy Lee z Evanescence) | Mainstream Rock Tracks | 22       |

## Obsazení
Korn
- Jonathan Davis – vokály
- J. „Munky" Shaffer – elektrická kytara
- Fieldy – basová kytara